# Almagrundet
Almagrundet är ett undervattensgrund och en fyrstation 11,5 distansminuter sydost om Sandhamn utanför Stockholms skärgård, som leder inloppet till Stockholm.
Grundet, som på sjökort benämns Almas grund, består av ett antal grundklackar på djup mellan 3 och 14 m.u.h. Grundet fick sitt namn efter att den norska briggen Alma med lots från Sandhamn ombord fick grundkänning, men klarade sig, i hård storm år 1866 på en plats som tidigare ansetts som grundfri. Efter en tids sökande fann man grundet som till en början markerades med en boj. 1896-1966 var grundet fyrskeppsstation, därefter plats för en kassunfyr.

## Fyrskeppsstation

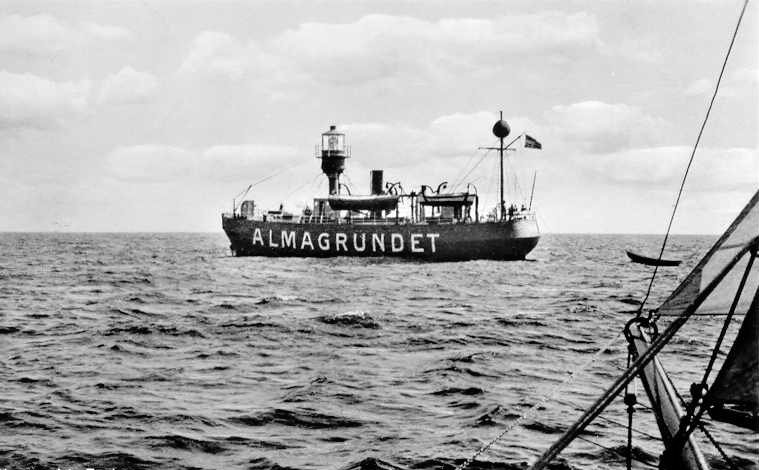
Fyrskeppet vid Almagrundet

Från 1896 fanns fyrskeppet nr. 2B Almagrundet vid platsen. Hon ersattes 1912 av nr. 6 Svenska Björn. Båda fyrskeppen målades med Almagrundet i vita bokstäver på sidorna. De var bemannade och Lubbe Nordström, känd för sina sociala reportage i början av 1900-talet, tog tjänst på Almagrundets fyrskepp vintern 1921-1922. Han skildrade i boken Fyrskeppet hur psykologiskt påfrestande isolationen kunde vara. 

### Skeppslista
| Nummer | Namn          | Tjänstgöringsår |
| ------ | ------------- | --------------- |
| 2B     | Almagrundet   | 1896-1912       |
| 6      | Svenska Björn | 1913-1966       |

## Kassunfyr
Från 1964 har grundet bevakats av en kassunfyr. Tornet bogserades från tillverkningsorten Jävre-Sandholmen, nära Piteå, ner till Almas grund. Fyren drevs ursprungligen via en elkabel kopplad till fyren Revengegrundet och var utrustad med 144 ”sealed beam”-strålkastare på 200 watt (varav 72 reserv) med så kallat ”spaltsektorljus”, racon, kompressordrivna tyfoner, dieselgeneratorer för reservkraft, helikopterplatta, samt ett pentry och två sovplatser för personal. Fyren har dock aldrig varit fast bemannad. 
År 2008 havererade den gamla landkabeln och Sjöfartsverket ersatte den tidigare belysningen med en modern solcellsdriven LED-lykta, placerad uppe på helikopterplattan. Detta medförde en ändrad fyrkaraktär och ett ljussvagare sken (från 19 nm till 13 nm). Fyren är också numera tömd på sin interiör.
Den 1 januari 1984 uppmättes en våg på 12,75 meter i närheten av grundet. Det är den näst högsta våg som hittills uppmäts i svenska vatten (efter den på Väderöarna 2007).